# 윤용남
윤용남(尹龍男, 아명(兒名): 尹龍南, 1940년 10월 22일~2021년 8월 6일)은 대한민국의 군인, 정치인이다. 제13대 제3야전군 사령관, 제31대 육군참모총장, 제27대 합동참모의장 등을 역임하였다.
육군 소장으로 국방부 차관보 지낸 윤종호)의 6촌 형이다. 가수, 영화배우 및 기업가인 윤현숙의 7촌 재종숙부이기다. 육사 제19기 동기로 이준(대장 예편) 국방부 장관 등이 있다.

## 생애

### 학력
- 1959년 부산고등학교 졸업
- 1963년 육군사관학교 19기 문학 학사
- 1965년 대한민국 육군기갑학교 졸업
- 1966년 대한민국 육군포병학교 졸업
- 1967년 대한민국 육군보병학교 졸업
- 1969년 대한민국 국방대학교 행정학사 14기
- 1973년 성균관대학교 대학원 물리학과 이학석사
- 1975년 충북대학교 대학원 전기공학과 공학석사
- 1976년 고려대학교 대학원 신문방송학과 언론학 석사
- 1978년 국방대학원 행정학 석사

### 주요 참전
- 1969년 6월부터 이듬해 1970년 7월까지 베트남 전쟁에 참전

### 주요 경력
- 1982년 육군 제5군단 예하 연대장(대령)
- 1983년 육군 제5군단 예하 연대장 재직 시에 준장 진급
- 1984년 육군 제5군단 참모장
- 1988년 육군 제6사단 사단장 보임과 동시에 소장 진급
- 1990년 육군 제5군단 군단장 보임과 동시에 중장 진급(1993년 3월 25일 국방부 전략기획참모본부장 임명과 동시에 이임)
- 1993년 국방부 전략기획참모본부장 직위를 지내며 군인 신분으로 잠시 정치인의 길을 지냄(1993년 4월 2일 육군 제3군사령관 임명과 동시에 이임)
- 1993년 육군 제3군사령관(1993년 4월 9일 육군 대장 진급. 1994년 12월 27일 육군참모총장 임명과 동시에 이임)
- 1994년 제31대 육군참모총장(1996년 10월 18일 제27대 합동참모의장 임명과 동시에 이임)
- 1996년 제27대 합동참모의장(1998년 3월 26일 퇴임, 육군 대장 예편)
- 1998년 육군 대장 예편